# Дихальна система
Ди́хальна систе́ма — відкрита система організму, яка забезпечує газообмін, формування гомеостазу в трахеобронхіальних шляхах, очищення повітря, яке вдихається, від чужорідних часток і мікроорганізмів, а також розпізнавання пахучих речовин в атмосферному середовищі.
Для підтримання дихальної системи в нормальному стані, має значення правильна організація побуту, загартовування, дотримання режиму праці та відпочинку, харчування. Сприятливо впливають на роботу дихальної системи фізична праця, заняття фізкультурою і спортом. Потрібно вчитися правильно дихати. Для цього треба застосовувати комплекси фізичних вправ, які розвивають дихання.

## Будова дихальної системи
Поділяється на повітроносні шляхи та респіраторний відділ. Респіраторний відділ складається з альвеолярних ходів і альвеол, які утворюють ацинуси. У них відбувається газообмін. Повітроносні шляхи охоплюють порожнину носа, глотку, гортань, трахею, бронхи різних калібрів, у тому числі бронхіоли. Тут повітря зігрівається (охолоджується), очищається від різноманітних частинок і зволожується. Також цей відділ забезпечує голосоутворення, нюх, імунний захист, депонування крові, регулює згортання крові, водно-сольовий баланс і виконує ендокринну функцію.
Стінка повітроносних шляхів складається з чотирьох оболонок:
- слизова — вкриває внутрішню поверхню повітроносних шляхів, вкрита епітелієм, під яким лежить власна пластинка слизової оболонки. Клітинний склад епітеліальної пластинки та кількість гладеньких міоцитів залежить від відділу повітроносних шляхів.
- підслизова — представлена пухкою волокнистою сполучною тканиною з великою кількістю кровоносних судин
- фіброзно-хрящова — утворена хрящовою тканиною та може бути представлена гіаліновим чи еластичним хрящем, що утворює жорсткий і міцний каркас, який дає змогу підтримувати відкритим просвіт повітроносних шляхів для виконання їх основного завдання — просування повітря
- адвентиційна оболонка — побудована із пухкої волокнистої сполучної тканини

### Система органів дихання людини

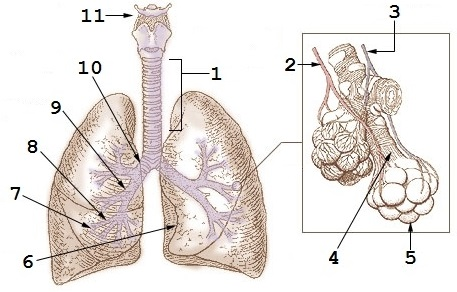
Схематичне зображень легень людини.
1: Трахея 2: Легенева артерія 3: Легенева вена 4: Альвеолярний хід 5: Альвеоли 6: Серцева вирізка лівої легені 7: Бронхіоли 8: Третинні бронхи 9: Вторинні бронхи 10: Головні бронхи 11: Гортань

Систему органів дихання людини становлять легені та повітроносні шляхи (носова порожнина, носоглотка, гортань, трахея, бронхи). Легені розміщені в грудній порожнині, в них відбувається процес обміну кисню і вуглекислого газу між кров'ю й атмосферним повітрям.
Повітроносні шляхи починаються носовою порожниною, розділеною кістково-хрящовою перегородкою на ліву і праву частини. Стінки носової порожнини вистелені слизовою оболонкою, яка вкрита війками, пронизана кровоносними судинами, сальними і потовими залозами. З носової порожнини повітря послідовно потрапляє в носоглотку і гортань. Вхід до гортані при ковтанні їжі закривається хрящовим надгортанником. У гортані розміщені складки — голосові зв'язки, щілина між якими називається голосовою. Нижній відділ гортані переходить у трахею, передня стінка якої утворена хрящовими півкільцями, а задня складається з гладеньких м'язів і прилягає до стравоходу. Трахея розгалужується на два бронхи, що входять у ліву і праву легені. Бронхи розгалужуються на дві повітроносні трубочки, діаметр яких поступово зменшується, і закінчується гронами легеневих пухирців.

## Процес дихання
Під час окисних процесів утворюються продукти розпаду — вуглекислий газ, який повинен бути виведений із організму. Таким чином, одночасно із надходженням кисню має відбуватись і видалення вуглекислого газу. Цю роботу виконують органи дихання. Крім газообміну, дихання є важливим фактором теплорегуляції. Зігріваючи вдихуване повітря, легені втрачають теплову енергію. Значна кількість енергії витрачається при випаровуванні води з величезної поверхні. Ще легені виконують завдання виділення, тож крізь них виводяться з організму вуглекислий газ, аміак і деякі інші леткі речовини. При відхаркуванні та кашлі зі слизом видаляються деякі продукти обміну речовин, а також частинки пилу, мікроорганізми (які потрапляють в дихальні шляхи) і солі мінеральних речовин.
Процес дихання у класів саркодові, джгутикові, інфузорії, плоскі черви, кільчасті черви іде крізь поверхню тіла. У круглих червів процесу дихання майже немає, вони живуть ледве не без кисню. Ставковик звичайний дихає крізь дихальний отвір — легеня, а беззубка звичайна (жабурниця, клас двостулкові) вдихає повітря крізь ввідний сифон, потім кисень проходить через зябра і виходить крізь вивідний сифон. У павука у черевці легеневі мішки та трахеї, у хруща трахеї відкриваються дихальцями на черевці. Птахи дихають інакше, у них від легень відходять тонкостінні повітряні мішки, які виконують роль резервуарів повітря. Таким чином у птахів подвійне дихання (газообмін відбувається при вдиху і видиху).
Цікаво, що хоча сучасним вченим давно відома здатність деяких організмів існувати за мінімальної кількості кисню в середовищі, однак дослідження Тель-Авівського університету 2020 року засвідчили, що істота-паразит Henneguya salminicola, обходиться без кисню взагалі. Усередині свого носія (лосося) Henneguya salminicola, може вижити за безповітряних умов.